# Ballad for Americans
Ballad for Americans (pełny tytuł: Decca Presents Ballad for Americans Sung by Bing Crosby) – album studyjny Binga Crosby’ego wydany w 1940 roku przez Decca Records (No. A-134). Nagrania z tego albumu zostały umieszczone w nowym albumie pt. What We So Proudly Hail, wydanym w 1946 roku.
Jest to pierwszy solowy album studyjny Crosby’ego, który nie był reedycją wcześniejszych singli (tak jak np. Cowboy Songs). Te nowo wydane utwory znalazły się na dwupłytowym zestawie albumów o prędkości 78 obr./min. Ballad for Americans napisali John Treville Latouche i Earl Robinson. Nagrania Crosby’ego zostały dokonane 6 lipca 1940 roku z udziałem Victora Younga z orkiestrą.

## Lista utworów
Płyta 1
| 1. | „Part One”  | 2:26  |
|    |             |       |
| 2. | „Part Four” | 3:06  |
|    |             |       |
|    |             | 05:32 |
|    |             |       |
Płyta 2
| 1. | „Part Two”   | 2:16  |
|    |              |       |
| 2. | „Part Three” | 2:24  |
|    |              |       |
|    |              | 04:40 |
|    |              |       |